# Alžběta Báthoryová

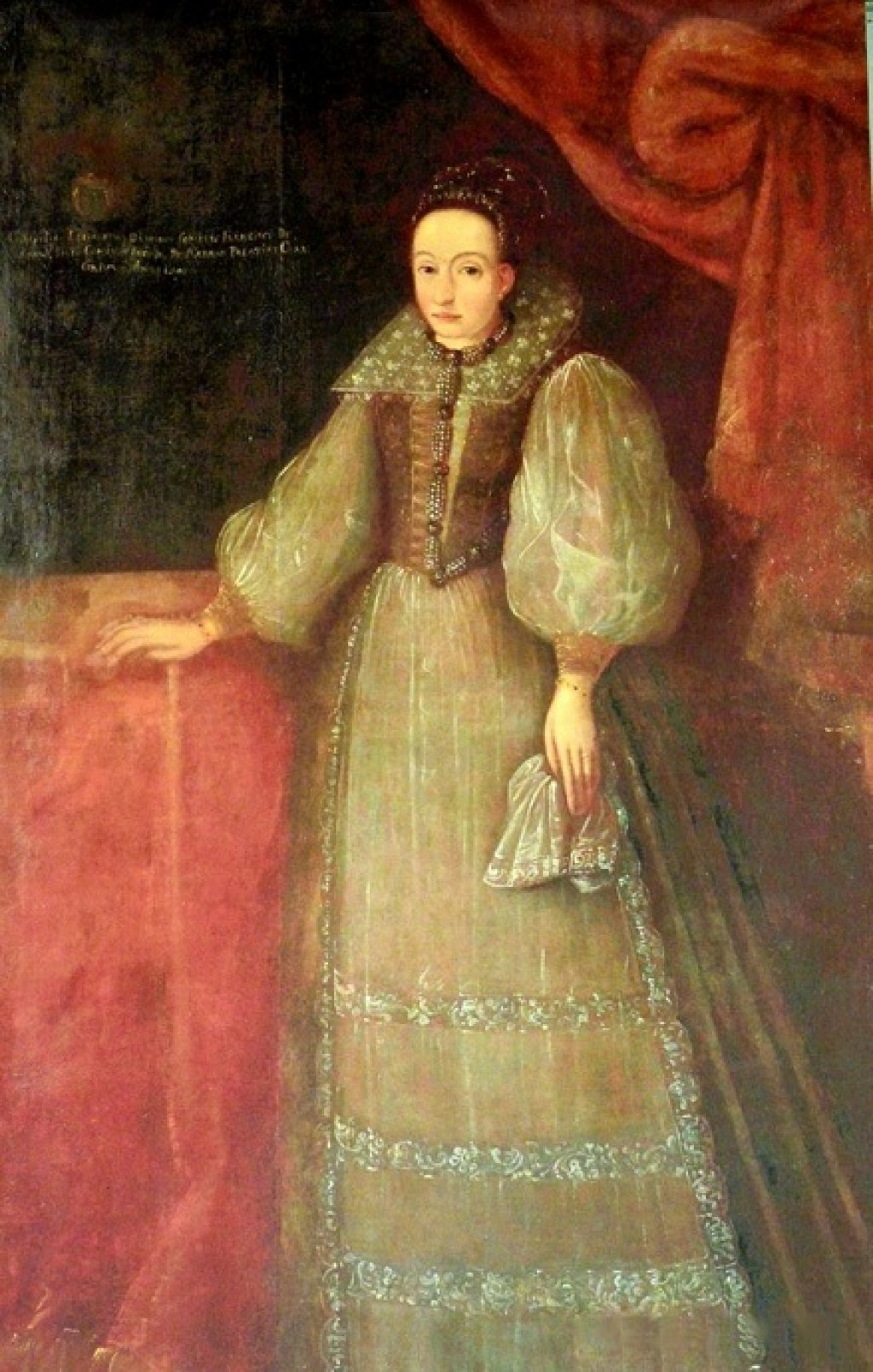
Alžběta Báthoryová

Erb se třemi dračími zuby

Alžběta Nádašdyová (rozená Báthoryová, v maďarštině Báthory Erzsébet; asi 7. srpna 1560, Nyírbátor – 21. srpna 1614, Čachtice) byla uherská hraběnka z rodu Báthoryů z Ečedu. Její odsouzení za sériové vraždy v roce 1611 vedlo později k vytvoření legendy o „krvavé hraběnce“, která se od 19. století stala předlohou pro četná literární, divadelní a filmová zpracování Alžbětina životního příběhu. Dnes je nazývána jako Čachtická paní, přičemž toto označení vychází z běžného historického vyjádření jejího vlastnického vztahu k čachtickému panství a jako takové původně nemělo negativní konotace.

## Život
Báthoryové vlastnili rozsáhlé majetky zejména v Sedmihradsku. Jejich prapředek Vid v ečedském močále zabil podle legendy draka, proto měli v erbu tři dračí zuby. Ve 14. století se jejich rod rozdělil na dvě větve: ečedskou a somlyoskou.
Alžběta Báthoryová pocházela z jednoho z nejvlivnějších a nejbohatších šlechtických rodů oné doby. Jejími rodiči byli Jiří Báthory (maďarsky Báthory György) z ečedské linie rodu Báthory a Anna Báthoryová, dcera Štěpána VIII. Báthoryho, ze šomlyovské linie (manželství s Jiřím bylo její třetí). Bratrem Anny, a tudíž Alžbětiným strýcem, byl Štěpán Báthory, polský král a velkokníže litevský.
Většinu Báthoryů z obou větví (ečedské i somlyovské) charakterizovaly výstřední povahové vlastnosti. Vícero z nich mělo sklony k samolibosti, pýše, tyranství, smyslnosti i k sexuální zvrácenosti. Většina také trpěla epilepsií a dnou. Doprovodným znakem degenerace rodu byly právě uvedené povahové vlastnosti, rod zanedlouho poté zcela vymřel. Somlyovská linie vymřela v roce 1635 a ečedská po meči v roce 1605, kdy zemřel Štěpán Báthory, Alžbětin bratr.
Manžel František Nádasdy (6. října 1555, Šárvár – 4. ledna 1604 tamtéž) byl tak jako Alžběta také z magnátského rodu. Byl hlavním županem v župách Vaš, Fogaraš a Šoproň, byl magistrem královských koníren, panovníkovým rádcem a od roku 1578 hlavním kapitánem uherských vojsk. Vynikal velkou tělesnou silou a měl prudkou povahu. Počínal si odvážně v několika bitvách proti Turkům během dlouhé turecké války, mezi nimi byl znám jako „černý bej“. Dne 3. ledna, den před svojí smrtí, napsal příteli Jiřímu Turzovi dopis, ve kterém mu svěřil do ochrany a přízně svoji rodinu.
Nádasdy a Báthoryová uzavřeli manželství ve Vranově nad Topľou 8. května 1575. Narodilo se jim pět dětí: Anna, Kateřina, Uršula, Ondřej a Pavel. Uršula a Ondřej zemřeli už jako děti. V roce 1604 se Anna provdala za Mikuláše (VI.) Zrinského. Dne 13. června 1604 byli zasnoubeni v Kerestúru, při svatební hostině byl přítomen i palatin Jiří Turzo, který byl s Mikulášem (VI.) Zrinským v příbuzenském vztahu, protože Turzova matka Kateřina Zrinská byla sestrou Jiřího (VI.) Zrinského, který byl Mikulášovým otcem.
Uherské království bylo v letech 1590–1605 zasaženo patnáctiletou válkou císaře Rudolfa II. proti Turkům, během které v Nitranské stolici na západním Slovensku „Turci část obyvatelstva povraždili, část odvlekli do otroctví, část zemřela hlady“, a pro Alžbětu Báthoryovou tak bylo snadnější zakrýt své zločiny.
Báthoryová a její čtyři pomocníci byli obviněni z mučení a zabití velkého množství mladých žen (20 až 2000 obětí, zdroje se v počtu obětí rozcházejí). V roce 1610 byla dána do samovazby, kde zůstala až do své smrti o čtyři roky později.
Alžbětin příbuzenský vztah k polskému králi Štěpánu Báthorymu ji zachránil před popravou, neunikli jí však její pomocníci.
K jejímu životu se váží různé legendy včetně jejích údajných koupelí (či pití) krve služek, které napomohly ke vzniku početných upírských mýtů (či konkrétněji sexuálně-sadisticko-upírských legend a bájí).

## Soud
První informativní vyšetřování začalo v březnu 1610. Dne 29. prosince 1610 ji palatin Jiří Turzo přistihl při činu v Čachticích. Své manželce později napsal: „Když naši lidé a služebnictvo vešli do domu, našli tam mrtvou dívku, druhá vyčerpaná mučením a surově zbitá, už zemřela. Kromě toho tam seděla další zmlácená žena a další, svázané, které si ta prokletá osoba schovávala pro jinou příležitost.“ Dne 2. ledna 1611 byl započat soudní proces v Bytčanském hradu s pomocníky Alžběty Báthoryové. Kvůli palatinovi Jiřímu Turzovi před soudem chyběl hlavní viník: Alžběta Báthoryová. Soudcovský sbor tohoto bizarního trestního případu odsoudil pomocníky k trestu smrti. V rozsudku bylo o Alžbětě Báthoryové připomínáno jen tolik, že ji nechali ve vazbě na Čachtickém hradu, kde zůstala až do své smrti v roce 1614. Pochována je v Kostele sv. Ladislava a nikdy se před soud nedostala.
Jejími pomocníky byli Jan Ujvári (Ficko, resp. Ficzko), Helena Jó (resp. Ilona Ió) a Kateřina Benecká. Dne 7. ledna 1611 byl v Bytči vynesen rozsudek. V tentýž den byla Helena Jó zaživa upálena, Jan Ujvári byl pro mladý věk sťat a tělo bylo spáleno. Kateřinu Beneckou soud pro nedostatek důkazů osvobodil. Léčitelka Majorová z Myjavy, která pomáhala Báthoryové při různých chorobách, byla obviněna z čarodějnictví a zaživa upálena 24. ledna 1611. Důkazy a přiznání byly získány s použitím útrpného práva.
U soudu svědčilo velké množství osob. Například evangelický kazatel Ponický, který Báthoryovou přímo u soudu obvinil z kanibalismu. Někteří autoři však považují proces za vykonstruovaný a s politickým pozadím. 
Podobným případem v Čechách byl soud se šlechtičnou Kateřinou z Komárova, odsouzenou v roce 1534 k doživotnímu vězení za vraždy poddaných.

### Jiné verze příběhu
Stejně tak, jako se o příběhu vynořila řada mýtů a spekulací, někteří badatelé se pokoušeli o rehabilitaci Alžběty Báthoryové s tím, že byla obětí spiknutí. Tyto alternativní pohledy jsou např. shrnuty v bakalářské práci. Verzi, která Báthoryovou ospravedlňuje, předvádí i film Juraje Jakubiska Bathory.

## Filmy o Alžbětě Báthoryové
Příběh Alžběty Báthoryové se pokoušelo zfilmovat několik významných československých i zahraničních režisérů. V 70. letech 20. století vzniklo hned několik filmů. S výjimkou erotického povídkového filmu Contes Immoraux, animované Krvavé paní a komedie Radošinského naivného divadla šlo vždy o horory o upírech a vlkodlacích.
K tématu se filmaři znova vrátili v posledních letech, když se o zfilmování pokoušelo nezávisle na sobě hned několik producentů. Kanadský horor Eternal z roku 2004, jehož děj začíná v obci Višňové u Nového Mesta nad Váhom, jako jediný ze všech zahraničních filmů použil slovenské reálie. Francouzka Julie Delpy natočila r. 2009 historický film Hraběnka podle vlastního scénáře. Český režisér Zdeněk Troška vlastní práva na Nižnánského román Čachtická paní. V roce 2006 dokončil maďarský režisér Jenö Hodi svůj upírský horor Metamorphosis v hlavní roli s Christopherem Lambertem. Hrad Alžběty Báthoryové v něm umístili do transylvánských Karpat. Juraj Jakubisko dokončil v červnu roku 2006 historické drama podle vlastního scénáře Bathory. Premiéra byla v roce 2008.
- 1970 Necropolis (Franco Brocani) - horor
- 1970 Countess Dracula (Grófka Dracula) (Peter Sasdy) (s Ingrid Pittovou) - horor
- 1971 Les levres rouges (Červené pery) (Harry Kummel) - horor
- 1973 Ceremonia sangrienta (Krvavá ceremónia) (Jorge Grau) - horor
- 1974 Contes immoraux (Nemorálne príbehy) (Walerian Borowczyk) (s Palomou Picasso) - erotický
- 1975 Alžbeta Hrozná alebo Krw story (Stanislav Štepka) - TV - divadelní hra
- 1980 Krvavá pani (Viktor Kubal) - animovaný film (IMDB)
- 1980 El retorno del hombre-lobo (Návrat vlkodlaka) (Jacinto Molina) - horor
- 1988 The Mysterious Death of Nina Chereau (Dennis Berry) - horor
- 1990 Jungfrau am Abgrund (Carl Andersen) - horor
- 1999 Bloodbath (Dan Speaker, Kim Turney) - horor
- 2000 Bathory (Brian Topping)
- 2004 Tomb of the Werewolf (Hrob vlkodlaka) (Fred Olen Ray) - horor
- 2004 Eternal (Wilhelm Liebenberg, Federico Sanchez) - horor
- 2005 Night Fangs (Ricardo Islas) - horor
- 2006 Demon's Claw (Lloyd A. Simandl) - horor
- 2006 Stay Alive (William Brent Bell) - horor
- 2006 Metamorphosis (Jenö Hodi) (s Christopherem Lambertem) - horor
- 2007 Blood Scarab (Donald F. Glut) - horor
- 2008 Bathory (Juraj Jakubisko) - historické drama (IMDB)
- 2009 The Countess (Čachtická paní) (Julie Delpy) - historické drama
- 2013 Fright Nights 2 (Eduardo Rodriguez) - horor
- 2023 Castlevania: Nocturne (Franka Potente) - animovaný seriál

## Knihy o Alžbětě Báthoryové
- 1866 Bátoryčka (Jonáš Záborský) – tragédie (smutnohra)
- 1932 Čachtická paní (Jožo Nižnánsky) - román
- 1999 Krvavá grófka (Pavel Dvořák a Karol Kállay) - historická
- 2007 Alžbeta Báthoryová a jej obete (Jozef Kočiš) - historická
- 1981 Alžbeta Báthoryová a palatín Thurzo (Jozef Kočiš) - historická
- 2008 Zrození bestie (Jana Švecová) - historická

## Opery o Alžbětě Báthoryové
- 1931 Čachtická paní, Miloš Smatek, Slovenské národní divadlo
- 1996 Bátoryčka, Ilja Zeljenka, Štátna opera Banská Bystrica
- 2012 Báthory Erzsébet (muzikál-opera), György Szomor, Margitszigeti Szabadtéri Színpad v Budapešti

## Skladby o Alžbětě Báthoryové
- 1982 Venom - Countess Bathory
- 1987 Bathory - Woman of Dark Desires (kapela se jmenuje po ní)
- 1989 Tormentor - Elisabeth Bathory
- 1998 XIII. Století – Elisabeth
- 2008 Katarína Knechtová, PEHA – Môj Bože, titulní píseň k filmu Bathory
- 2009 Slayer – Beauty Through Order
- 2010 Ghost – Elizabeth
- 2013 Alžběta – Čachtická paní
- 2018 Karliene – Blood Countess
- 2021 Panoptiko – Bathory